# نوآ کاپ
نوآ کاپ (زاده ۲۷ دسامبر ۱۹۷۷) یک بازیگر و مجری مشهورتلویزیونی کانادایی است که بیشتر به خاطر کارش در جادوگر خوب، کارناوال غذا شناخته شده‌است.

## حرفه
برجسته‌ترین نقش بازیگری کاپ نقش درک سندرز است، نقشی که او قبل از ایفای نقش در سریال تلویزیونی در یک سری از فیلم‌های تلویزیونی جادوگر خوب شروع کرد. در سال ۲۰۰۷، او در ویدیوی متیو گود به نام «بازنده‌های متولد شده» ظاهر شد.
برجسته‌ترین موقعیت‌های میزبانی کاپ در کارناوال غذایی نیویورک و The Bachelorette Canada از شبکه W , بود.
کاپ در خانواده هشت فرزندی متولد شد. در سن ۲۳ سالگی، کاپ به سفری به اسرائیل رفت و در آن زمان با کری وست ۱۹ ساله ملاقات کرد. آنها پس از اینکه فهمیدند در تورنتو با فاصله کمی از هم زندگی می‌کنند، رابطه برقرار کردند. کاپی در سال ۲۰۱۴ با حلقه ای که از جواهرات پدربزرگ و مادربزرگش ساخته شده بود در مقابل تماشاگران در کالج فرانتیر از کری خواستگاری کرد. در سال ۲۰۱۷ آنها پس از برگزاری جشن‌های قبلی با خانواده، به‌طور قانونی در شهرداری ازدواج کردند. این زوج از سال ۲۰۱۷ به دنبال فرزندخواندگی بودند، و در سال ۲۰۲۱ یک نوزاد دختر رابه فرزندی پذیرفتند.

## فیلم‌شناسی

### فیلم
| سال  | فیلم                                            | نقش            | یادداشت    | مرجع |
| ---- | ----------------------------------------------- | -------------- | ---------- | ---- |
| ۱۹۹۷ | دب اکبر                                         | رالفی گورچ     | فیلم کوتاه |      |
| ۲۰۰۲ | مالش و کشیدن                                    | مشتری نوجوان   |            |      |
| ۲۰۰۵ | در آن روز                                       | دانیال         | فیلم کوتاه |      |
| ۲۰۰۹ | تعقیب و گریز                                    | بدرقه          | فیلم کوتاه |      |
| ۲۰۱۴ | روبی اسکای پی: توله سگ مالتی                    | Det. فون شلاژن |            |      |
| ۲۰۱۵ | چگونه برای عیاشی در یک شهر کوچک برنامه‌ریزی کنیم | اوتیس          |            |      |

### بازی‌های ویدیویی
| سال  | عنوان  | نقش  | یادداشت | مرجع |
| ---- | ------ | ---- | ------- | ---- |
| ۲۰۱۳ | سرپیچی | بارت | صدا     |      |

### نماهنگ
| سال  | ترانه               | هنرمند   | نقش       |
| ---- | ------------------- | -------- | --------- |
| ۲۰۰۷ | بازنده‌های متولد شده | متیو گود | مرد رهبری |